# Slime Rancher
Slime Rancher — комп'ютерна гра-симулятор від першої особи у відкритому світі з елементами пригодницького бойовика, розроблена та випущена американською компанією Monomi Park.

## Сюжет
Slime Rancher — оригінальний симулятор розведення слаймів на далекій планеті, де в ролі відважної молодої дівчини на ім'я Беатрікс вам належить створити прибуткову ферму з виробництва цінних ресурсів. У далекому майбутньому мегакорпорації Землі знайшли нове джерело прибутку у вигляді неймовірного ресурсу на дуже далекій планеті, яку населяють слаймами. Слайми бувають різних форм і розмірів. Коли вони щасливі й ситі, вони виробляють плорти. Плорти — концентровані шматочки слизу, які мають унікальні властивості слайма, який їх виготовив. Вони цінуються земними корпораціями за можливість виробляти з них різноманітні товари: від міцних сплавів до смачних продуктів харчування. Людям непросто отримати достатню кількість слизу. Головна проблема: слайми розмножуються тільки на своїй планеті.

## Ігровий процес
Гра з відкритим світом, від першої особи. Гравець виступає в ролі Беатрікс ЛьоБо. Гра починається на своєму ранчо для розведення слаймів на планеті Безмежне-Замежжя, яке дісталось від минулого власника, Гобсона Твіллґерса. По ходу гри треба будувати різні будівлі, такі як загони для слаймів, ферми, чи склади, щоб створювати ресурси; торгувати; виконувати різні замовлення від інших власників для обміну ресурсами з ними; досліджувати карту і лор гри; займатись слаймонаукою і створювати за допомогою неї потрібні для ферми об'єкти. Також в грі доступна кастомізація слаймів, предметів, об'єктів на ранчо; мініігри від власників інших ранчо. Є три режима гри:
- Пригоди  — звичайний режим гри. Світ відкритий для досліджень. Нема серйозних обмежень. Гравець може розвиватись, як хоче. Можливість взаємодіяти з власниками інших ранчо наявна. Сюжет теж.
- Безтурботний — полегшений режим; не можуть з'являтись Варри.
- Гонка — режим, де треба заробити як умога більше нью-баксів за 5 днів. В режимі повністю відсутній сюжет.  Переробка режиму в версії 1.2.0.

### Локації
Безмежне-Замежжя (Infinite-Abroad) — умовна назва планети, що знаходиться в тисячі світлових років від Землі, і є єдиним можливим середовищем існування для слаймів. Мегакорпорація Землі відправила своїх людей жити на Безмежне-Замежжя в якості господарів на спеціально обладнаних ними ранчо, де ті повинні пасти слаймів і добувати плорт. Планета поділена на локації. В грі є 9 локацій. Кожна з них має свій власний стиль і всі вони різняться за слаймами, які там проживають, ресурсами, рослинністю і ландшафтом, унікальними об'єктами. Кожна локація, крім ранчо, є нерозвіданою з початку гри. Також кожна містить унікальні ресурси, тому всі локації потрібно розвідати для просування по сюжету і геймплею.
Ранчо (The Ranch) - локація, де спочатку розміщує все своє господарство Беатрікс: ділянки для загонів для слизнів, городів та іншого обладнання; тут же знаходиться будинок, в якому можна подрімати, з доступом до зоряної пошти, автомат з продажу поліпшень для вакпака, обмін угідь, плорт-маркет. Спочатку територія Ранчо доволі обмежена, але є можливість до розширення.
|  | Далекий будинок для далеких сердець. |

### Слайми
Слайми — загальна назва для всіх видів желеподібних істот, які розвиваються тільки на планеті Безмежне-Замежжя. У кожного виду існують органи зору, а також рот. Слайми розрізняються за формою, кольором, розмірами, характером поведінки і характером взаємодії. Саме вони створюють плорт, коли вони їдять, і це головний ресурс на продажу. Слайми і плорт є головним економічним аспектом гри. Від улюбленої їжі вони дають більше плорту. Основних типів слаймів є чотири, а ще є декілька слаймів, які не відносяться до жодного і мають унікальні характеристики. Звичайні слайми дружелюбні до гравця, вони однакові за розміром, але мають різні особливості, як хвіст чи колючки, деякі з них можуть бути небезпечні. Слайми можуть бути схрещені в ларґо (Largo), які будуть приносити вдвічі більше плорту, але повторне схрещування призведе до виникнення Варрів. Також є Гордо — найбільші слайми, що є скупченням звичайних слаймів. Вони нерухомі через свій розмір, і також містять в собі ресурси.

Гравець всмоктує звичайних рожевих слаймів в ВакПак

### ВакПак
ВакПак — головний інструмент у грі, спочатку застосовується для відлову слаймів, збирання ресурсів. Це головний інструмен для взаємодії зі світом. Він незйомний і присутній у руках завжди. ВакПак може всмоктувати щось, зберігати предмети. Також в грі є можливість поліпшувати ВакПак в спеціалізованому магазині, шляхом покупки нових функцій для інструменту або покращення вже наявних. Різні можливості ВакПаку дуже важливі для геймплею й урізноманітнюють його.

### Плорт
Плорт (Plort) — це шматочок слайма, який відокремлюється від нього при поїданні будь-яких їстівних ресурсів на кшталт м'яса, овочів або фруктів. Це ресурс, який обмінюється на ньюбакси в плорт-маркеті і є важливою складовою у всіх областях виробництва. На Безмежному-Замежжі плорт є єдиним способом схрестити два різних види слаймів або виростити Варра. Вид плорта безпосередньо пов'язаний з видами слизу і має різну цінність, в плорт-маркеті вартість на один і той самий вид плорту постійно коливається. Від поїдання улюбленої страви слайми виділяють вдвічі більше плортів, також є види слаймів, які не дають плорта.